# Parlement national (Timor oriental)
Pour les autres articles nationaux ou selon les autres juridictions, voir Parlement national.
VIe législature
Palais du gouvernement
Le Parlement national (en tétoum : Parlamentu Nasionál ; en portugais : Parlamento Nacional) est l'institution monocamérale exerçant le pouvoir législatif au Timor oriental. Il est composé de 65 membres, appelés « députés », élus au suffrage universel direct à la proportionnelle pour un mandat de cinq ans.
Créé en 2001 sous le nom d'Assemblée constituante, alors que le pays était encore sous la supervision de l'Organisation des Nations unies, il est renommé en Parlement national au moment de l'indépendance du pays le 20 mai 2002.

## Système électoral

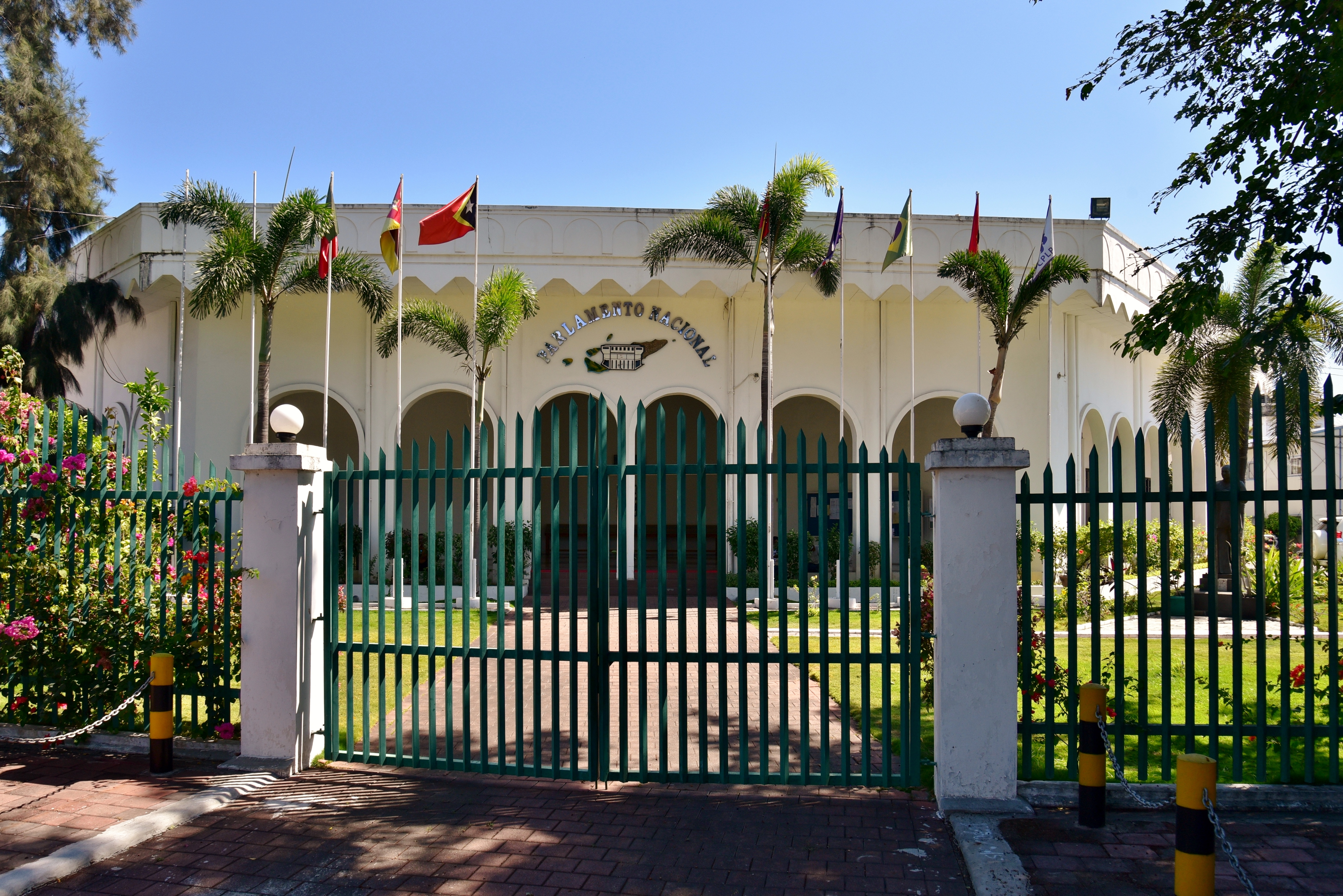
Façade du bâtiment du Parlement national à Dili.

Le Parlement national est composé de 65 députés élus pour cinq ans au scrutin proportionnel de liste dans une seule circonscription nationale. Les sièges sont répartis selon la méthode de la plus forte moyenne dit la méthode D'Hondt. Un seuil électoral de 4 % des suffrages est requis. Il était de 3 % avant les élections de 2017,. 
Le vote n'est pas obligatoire, mais l'inscription sur les listes électorales l'est.